# 음력 1월 15일
음력 1월 15일은 음력 1월의 15번째 날이다. 이 날은 정월 대보름이다.

## 사건
- 1927년 - 경성방송국이 서울 정동에서 JODK 호출부호로 라디오 방송 개시.

## 탄생
- 1972년 - 대한민국의 골프인 양용은.
- 1985년 - 대한민국의 희극인 김진아.
- 1988년 - 대한민국의 아나운서 김지원.
- 1990년 - 대한민국의 가수, 배우 수영(소녀시대)
- 1993년 - 대한민국의 빙상인 김보름.
- 1996년 - 대한민국의 가수 홀랜드.

## 사망
- 1344년 - 고려 충혜왕.

## 기념일, 연중행사
- 정월 대보름: 대한민국
- 불교의 동안거 해제일
- 원소절: 중화인민공화국

## 같이 보기
- 음력 360일: 1월 2월 3월 4월 5월 6월 7월 8월 9월 10월 11월 12월
- 전날:1월 14일 다음날:1월 16일 - 전달:12월 15일 다음달:2월 15일
- 양력:1월 15일
- 음력, 윤달